# Plesiopelma semiaurantiacum
Plesiopelma semiaurantiacum é uma espécie de aranha pertencente à família Theraphosidae (tarântulas).